# Hans-Joachim Heusinger

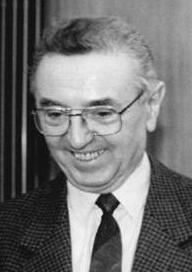

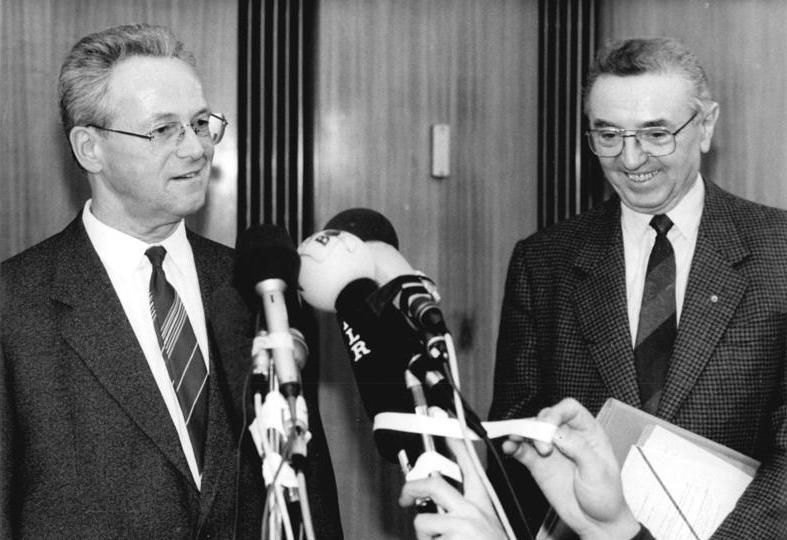
Hans-Joachim Heusinger (rechts) mit Manfred Gerlach im Dezember 1989

Hans-Joachim Heusinger (* 7. April 1925 in Leipzig; † 26. Juni 2019) war ein deutscher Politiker der DDR-Blockpartei LDPD. Er bekleidete von 1972 bis 1990 das Amt des Ministers der Justiz der DDR.

## Leben
Der Sohn eines Arbeiters absolvierte nach dem Besuch der Volksschule von 1939 bis 1942 eine Ausbildung zum Elektromechaniker und war bis 1945 Soldat der Wehrmacht.
In den Jahren von 1945 bis 1951 arbeitete er als Elektromechaniker und Kabelmonteur. 1947 trat er der Liberal-Demokratischen Partei Deutschlands (LDPD) bei. Von 1951 bis 1952 war er Mitglied des Rates des Stadtbezirkes Leipzig-Mitte. Von 1952 bis 1957 war er Sekretär des Bezirksvorstandes Leipzig der LDPD. Von 1953 bis 1959 war er Abgeordneter der Bezirkstage Leipzig bzw. Cottbus sowie Mitglied des Rates des Bezirkes. Von 1955 bis 1960 absolvierte er ein Fernstudium an der Deutschen Akademie für Staats- und Rechtswissenschaften in Potsdam mit dem Abschluss als Diplomjurist. In den Jahren 1957 bis 1959 war Heusinger Direktor der Industrie- und Handelskammer Cottbus.
Seit 1957 war er Mitglied des Zentralvorstandes der LDPD und seines Politischen Ausschusses. Von 1959 bis 1973 war er Sekretär des Zentralvorstandes und von 1972 bis 1980 stellvertretender Vorsitzender der LDPD. Von 1958 bis 1961 war er außerdem Nachfolgekandidat und von 1961 bis März 1990 Abgeordneter der Volkskammer, zunächst als Mitglied des Rechtsausschusses, von 1963 bis 1973 Mitglied des Ausschusses für Industrie, Bauwesen und Verkehr. Von 1972 bis 1989 war er einer der stellvertretenden Vorsitzenden des Ministerrates und bis zum 11. Januar 1990 als Nachfolger seines Parteikollegen Kurt Wünsche Minister der Justiz, der wiederum sein Nachfolger wurde. Für die Gesetzgebung während Heusingers Amtszeit war ein Hauptabteilungsleiter zuständig, der Justizoberrat Gustav-Adolf Lübchen.

## Auszeichnungen
- 1967 Vaterländischer Verdienstorden in Silber
- 1975 Vaterländischer Verdienstorden in Gold
- 1985 Ehrenspange zum Vaterländischen Verdienstorden in Gold

## Publikationen
- Die Jahreshauptversammlungen 1969 müssen der Einbeziehung aller Mitglieder in die Erfüllung unserer Aufgaben und der Stärkung der Nationalen Front dienen! Referat in der 5. Zentralvorstandssitzung der LDPD am 2. Dezember 1968, Berlin 1968
- Rechtssicherheit – garantiert für jeden, Berlin 1985